# Робін Шолкови
Ро́бін Шо́лко́ви (Robin Szolkowy, подеколи особливо в російській мови невірно — Зо́лкови; *14 липня 1979, Грайфсвальд, Німецька Демократична Республіка) — німецький фігурист, що виступає у парному спортивному фігурному катанні. Починаючи від 2004 року виступає в парі з українкою Оленою Савченко (за Німеччину), разом з якою є бронзовим медалістом Зимових Олімпійських Ігор 2010, триразовим чемпіоном Європи (2007—09 роки, поспіль), дворазовим чемпіоном світу з фігурного катання (2008 і 2009), 6-разовим переможцем національної першості Німеччини з фігурного катання (2004—09 роки; перед цим — одного разу з К. Раушенбах).

## Біографія
Батько Робіна — студент-медик із Танзанії, мати — з округу Росток. Коли Робіну виповнилось 4 роки, мати переїхала з ним до Ерфурта, де Робін почав займатись фігурним катанням. У теперішній час Робін живе і тренується у Хемниці.
Першою партнеркою Шолкови була Йогана Отто. Згодом він виступав із Клаудією Раушенбах, навіть здобувши з нею в парі титул чемпіонів Німеччини у парному катанні 2001 року, але Клаудія вирішила закінчити спортивну кар'єру, і Робін залишився без партнерки.
Після тривалого пошуку пари і тимчасової участі в команді синхронного фігурного катання, він знайшов нову партнерку в Україні — Олену Савченко.

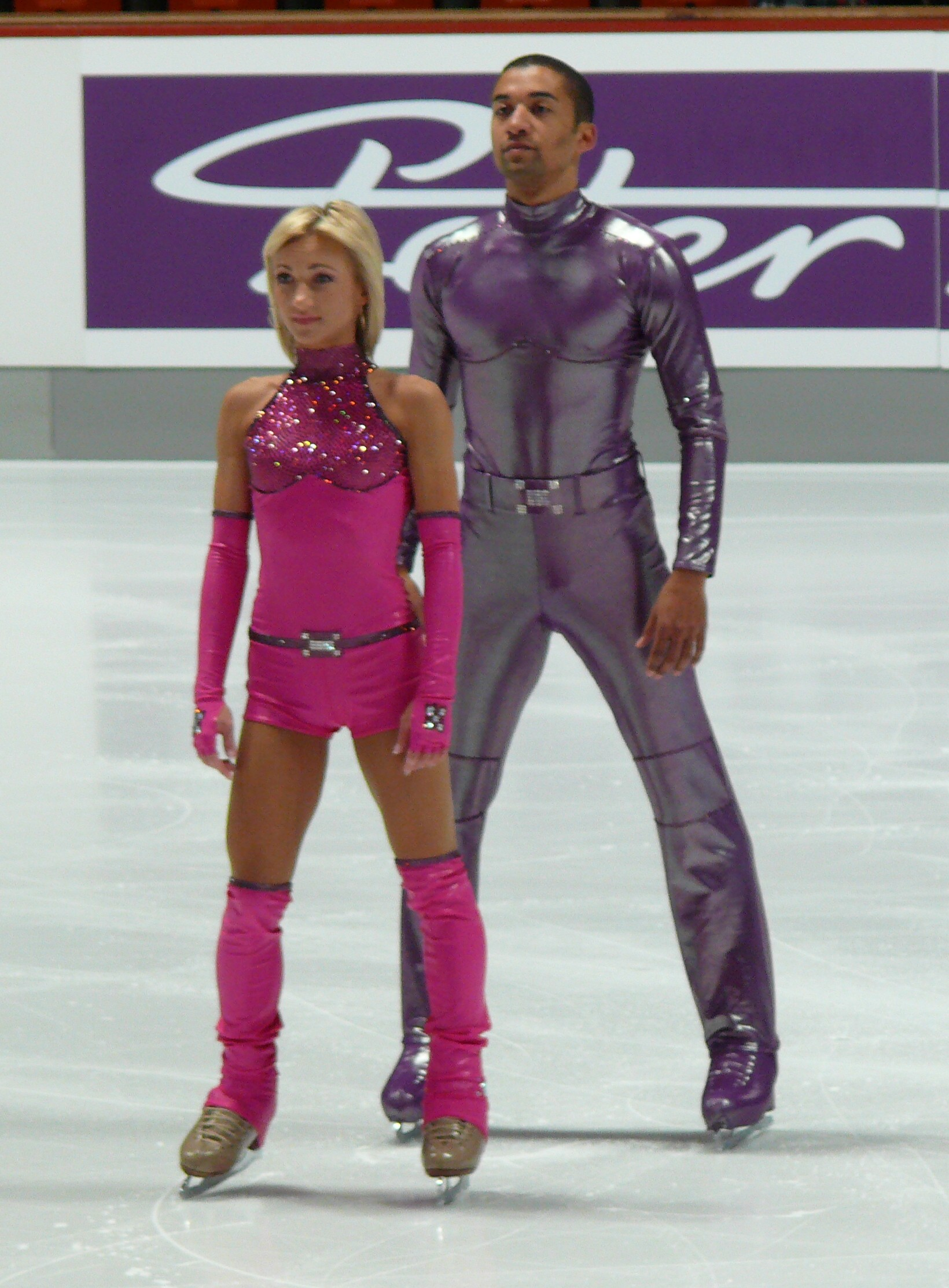
Олена Савченко і Робін Шолкови на турнірі «Nebelhorn Trophy»-2008 (коротка програма)

У 2004 році, у свій перший сезон і фактично по декількох місяцях спільних тренувань, пара Савченко/Шолкови виграли Чемпіонат Німеччини. На міжнародній арені вони дебютували на початку 2004/2005 сезона. Пара знову виграла Чемпіонат Німеччини з фігурного катання, стала 4-ю на Чемпіонаті Європи з фігурного катання і 6-ю на Чемпіонаті світу з фігурного катання. Впродовж сезону 2005/2006 пара втретє виграла національну першість Німеччини з фігурного катання, завоювала срібло на європейській першості і стала 6-ю на Чемпіонаті світу з фігурного катання 2006 року.
Після тривалої процедури 29 грудня 2005 року партнерці Шолкови надали німецьке громадянство, що уможливило участь пари на турнірі з фігурного катання на ХХ Зимовій Олімпіаді (Турин, 2006), де спортсмени знову посіли 6-у позицію.
У березні 2007 року Савченко і Шолкови нарешті вибороли свою першу медаль на Світовій першості з фігурного катання — бронза на ЧС-2007, перед тим знову ставши 1-ми «на Європі».
У 2008 році пара вдруге виграла Чемпіонат Європи з фігурного катання і тріумфально перемогла на Чемпіонаті світу з фігурного катання.
В сезоні 2008/2009 Олена і Робін посіли третє місце у Фіналі Гран-прі з фігурного катання, поступившись лише 2 найсильнішіим китайським парам, а в січні 2009 року вшосте поспіль стали переможцями Національної першості Німеччини з фігурного катання.
Наприкінці січня 2009 року в Гельсінкі пара Савченко/Шолкови стала триразовими чемпіонами Європи з фігурного катання, наприкінці березня — на Чемпіонаті світу з фігурного катання 2009 року — вдруге найсильнішими на планеті.
Сезон 2009/2010, олімпійський, пара Савченко/Шолкови почала з призерських виступів на етапах серії Гран-Прі — броза на «Trophée Bompard»—2009 та золото «Skate Canada»—2009, відібравшись до Фіналу, де поступилась 2 сильним китайським парам Пан/Тун та Джанґ/Джанґ, ставши тертьою. А на ЧЄ—2010 з фігурного катання німецькі фігуристи несподівано програли золото росіянам Кавагуті/Смірнову. Нарешті, на олімпійському турнірі з фігурного катання (спортивні пари) Олена Савченко та Робін Шолкови поступились також 2 сильним парам з Китаю — фігуристам, які повернулися у великий спорт і тріумфували в сезоні 2009/2010, вигравши всі старти, включно з олімпійськими змаганнями, Шень Ксю/Чжао Хунбо та срібним призерам Олімпіади Пан Цін/Тун Цзянь, здобувши, таким чином свою першу олімпійську медаль — «бронзу» олімпійського Ванкувера.

## Спортивні досягнення
(в парі з Оленою Савченко)
| Змагання/Сезон                           | 2003/2004 | 2004/2005 | 2005/2006 | 2006/2007 | 2007/2008 | 2008/2009 | 2009/2010 |
| ---------------------------------------- | --------- | --------- | --------- | --------- | --------- | --------- | --------- |
| Зимові Олімпійські ігри                  |           |           | 6         |           |           |           | 3         |
| Чемпіонати світу з фігурного катання     |           | 6         | 6         | 3         | 1         | 1         |           |
| Чемпіонати Європи з фігурного катання    |           | 4         | 2         | 1         | 1         | 1         | 2         |
| Чемпіонати Німеччини з фігурного катання | 1         | 1         | 1         | 1         | 1         | 1         |           |
| Фінали Гран-Прі                          |           |           | 3         | 2         | 1         | 3         | 3         |
| Етапи Гран-прі: «Trophée Bompard»        |           |           |           |           |           | 1         | 3         |
| Етапи Гран-прі: «Skate America»          |           |           |           |           |           | 1         |           |
| Етапи Гран-прі: «Skate Canada»           |           |           | 1         |           | 1         |           | 1         |
| Етапи Гран-прі: «Cup of China»           |           |           |           | 3         |           |           |           |
| Етапи Гран-Прі: «Cup of Russia»          |           | 3         |           | 1         | 2         |           |           |
| Етапи Гран-Прі: «NHK Trophy»             |           |           | 2         |           | 1         |           |           |
| Турніри «Nebelhorn Trophy»               |           | 3         | 1         |           | 1         | 1         | 1         |